# Simpsons möter Futurama
Simpsons möter Futurama utkom 25 oktober 2010 och är det första svenska seriealbumet med Simpsons och Futurama. Albumet är en svensk utgåva av albumet The Simpsons Futurama Crossover Crisis som släpptes i mars 2010 och består av serierna Futurama Simpsons Infinitely Secret Crossover Crisis och The Simpsons Futurama Crossover Crisis II, som släpptes i USA under 2003 och 2005. I albumet återfinns också en serie från nummer 87 av Simpsons Comics samt nummer 2 av The Simpsons Summer Shingdig. Medföljer som bilaga gör också en ny upplaga från det första numret av Simpsons Comics som släpptes i Sverige under 2001 och i USA under 1993.
Den nya upplagan av serietidningen har andra annonser och innehåller inte avdelningen "Junk Mail", den har också en annan översättning än den svenska originalutgåvan. I slutet av albumet finns skisser, omslag och teckningar.

## Innehåll
- Förord av Matt Groening
- Kapitel 1: Onda hjärnor
- Kapitel 2: Flytande diamant är en flickas bästa vän!
- Mellanspel: En politisk kattastrof
- Kapitel 3: Flykten från Nya New York!
- Kapitel 4: Avbokad!
- Mellanspel: Chili Chili Bang Bang
- Omslagsgalleri
- Skissartat
- Simpsons möter Futurama-Galleriet